# سیارک ۱۳۵۸
سیارک ۱۳۵۸ (به انگلیسی: 1358 Gaika، نامگذاری:1935OB) هزار و سیصد و پنجاه و هشتمین سیارک کشف شده‌است که در ۲۱ ژوئیه ۱۹۳۵ کشف شد.
قدر مطلق سیارک برابر ۱۲٫۲۰ است.